# 황금 사슬
《황금 사슬》(Chains Of Gold)은 미국에서 제작된 로드 홀콤 감독의 1991년 드라마, 액션, 스릴러, 범죄 영화이다. 존 트라볼타 등이 주연으로 출연하였고 조나단 D. 크레인 등이 제작에 참여하였다.
이 영화는 1991년 9월 15일 미국에서 쇼타임을 통해 초연되었으며 독일에서 극장 개봉되었다. 1998년 12월 15일 DVD로 출시되었다.

## 출연

### 주연
- 존 트라볼타
- 조셉 로렌스
- 마릴루 헨너

### 조연
- 벤자민 브랫
- 에드 아마트루도
- 존 아치
- W. 폴 보디
- 스티븐 보넬

## 기타
- 미술: 조지 굿릿지
- 의상: 넬 샘플즈